# 珀勒姆鎮區 (明尼蘇達州奧特泰爾縣)
珀勒姆鎮區（英語：Perham Township）是位於美國明尼蘇達州奧特泰爾縣的一個行政鎮區。

## 地方資料
珀勒姆鎮區的面積為84.85平方千米，當中陸地面積為79.51平方千米，而水域面積為5.34平方千米。根據2020年美國人口普查的數據，當地共有人口977人，而人口密度為每平方千米11.51人。